# Gozón
Gozón è un comune spagnolo di 11 074 abitanti situato nella comunità autonoma delle Asturie, fa parte della comarca di Avilés.

## Altre località
- Luanco
- Condres